# 圣梅尔韦
圣梅尔韦（法語：Saint-M'Hervé，法語發音：[sɛ̃ mɛʁve]）是法国伊勒-维莱讷省的一个市镇，位于该省东部，属于富热尔-维特雷区。

## 地理
圣梅尔韦（48°10'43"N, 1°6'58"W）面积29.68 平方千米，位于法国布列塔尼大區伊勒-维莱讷省，该省份为法国西北部沿海省份，位于布列塔尼半岛东部，北濒大西洋，西接阿摩尔滨海省和莫尔比昂省，南至大西洋卢瓦尔省，西南端接曼恩-卢瓦尔省，东临马耶讷省，东北与芒什省接壤。
与圣梅尔韦接壤的市镇（或旧市镇、城区）包括：巴拉泽、拉沙佩勒埃尔布雷、埃尔布雷、蒙托图尔、维特雷、布尔贡、拉克鲁瓦克西耶。

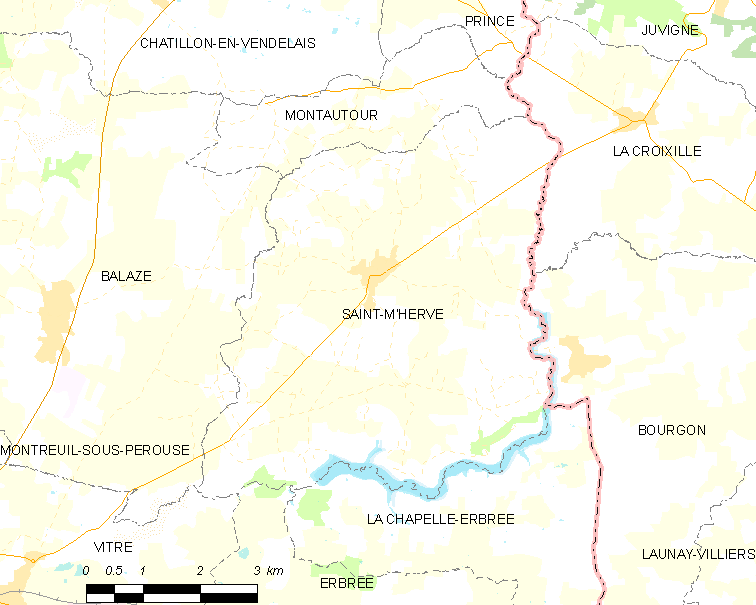
圣梅尔韦的OSM定位图

圣梅尔韦的时区为UTC+01:00、UTC+02:00（夏令时）。

## 行政
圣梅尔韦的邮政编码为35500，INSEE市镇编码为35300。

## 政治
圣梅尔韦所属的省级选区为维特雷县。

## 人口

1962-2008年间圣梅尔韦人口变化图示

圣梅尔韦于2022年1月1日时的人口数量为1357人。
圣梅尔韦人口变化图示